# Województwo olsztyńskie (1975–1998)
Województwo olsztyńskie – jedno z 49 województw istniejących w latach 1975–1998 ze stolicą w Olsztynie. Największe ówcześnie województwo w Polsce.
Z dawnego województwa odłączono powiat braniewski i powiat pasłęcki (na rzecz woj. elbląskiego), a piski, giżycki, węgorzewski i część mrągowskiego (Mikołajki) włączono do woj. suwalskiego.
Po reformie 1.01.1999 województwo olsztyńskie znalazło się w całości w województwie warmińsko-mazurskim.

## Urzędy Rejonowe
- Urząd Rejonowy w Bartoszycach dla gmin: Bartoszyce, Bisztynek, Górowo Iławeckie i Sępopol oraz miast Bartoszyce i Górowo Iławeckie
- Urząd Rejonowy w Iławie dla gmin: Iława i Lubawa oraz miast Iława i Lubawa
- Urząd Rejonowy w Kętrzynie dla gmin: Barciany, Kętrzyn, Korsze, Reszel i Srokowo oraz miasta Kętrzyn
- Urząd Rejonowy w Lidzbarku Warmińskim dla gmin: Dobre Miasto, Kiwity, Lidzbark Warmiński i Lubomino oraz miasta Lidzbark Warmiński
- Urząd Rejonowy w Morągu dla gmin: Małdyty, Miłakowo, Morąg i Zalewo
- Urząd Rejonowy w Mrągowie dla gmin: Mrągowo, Piecki i Sorkwity oraz miasta Mrągowo
- Urząd Rejonowy w Nidzicy dla gmin: Janowiec Kościelny, Janowo, Kozłowo i Nidzica
- Urząd Rejonowy w Olsztynie dla gmin: Barczewo, Biskupiec, Dywity, Gietrzwałd, Jeziorany, Jonkowo, Kolno, Olsztynek, Purda, Stawiguda i Świątki oraz miasta Olsztyn
- Urząd Rejonowy w Ostródzie dla gmin: Dąbrówno, Grunwald, Łukta, Miłomłyn i Ostróda oraz miasta Ostróda
- Urząd Rejonowy w Szczytnie dla gmin: Dźwierzuty, Jedwabno, Pasym, Szczytno, Świętajno i Wielbark oraz miasta Szczytno

## Miasta
Ludność 31.12.1998
- Olsztyn – 170 904
- Ostróda – 35 176
- Iława – 34 345
- Kętrzyn – 30 240
- Szczytno – 27 430
- Bartoszyce – 26 530
- Mrągowo – 23 126
- Lidzbark Warmiński – 17 760
- Nidzica – 15 482
- Morąg – 15 104
- Biskupiec – 11 445
- Dobre Miasto – 11 233
- Lubawa – 9954
- Olsztynek – 7554
- Barczewo – 7405
- Reszel – 5249
- Korsze – 4700
- Górowo Iławeckie – 4600
- Jeziorany – 3400
- Miłakowo – 2700
- Bisztynek – 2600
- Miłomłyn – 2300
- Sępopol – 2250
- Zalewo – 2100

## Ludność w latach
| Rok                    | Liczba mieszkańców |
| ---------------------- | ------------------ |
| 1975 (31 grudnia)      | 663,3 tys.         |
| 1976 (31 grudnia)      | 670,7 tys.         |
| 1977 (31 grudnia)      | 675,4 tys.         |
| 1978 (spis powszechny) | 669 023            |
| 1978 (31 grudnia)      | 668,7 tys.         |
| 1979 (31 grudnia)      | 675,6 tys.         |
| 1980 (31 grudnia)      | 681,4 tys.         |
| 1983 (31 grudnia)      | 707,2 tys.         |
| 1985 (31 grudnia)      | 725,7 tys.         |
| 1986                   | 732,6 tys.         |
| 1987                   | 738,6 tys.         |
| 1988                   | 741,3 tys.         |
| 1989 (31 grudnia)      | 748,5 tys.         |
| 1990 (30 czerwca)      | 750,8 tys.         |
| 1990 (31 grudnia)      | 753 tys.           |
| 1991 (31 grudnia)      | 757,2 tys.         |
| 1992 (31 grudnia)      | 762,5 tys.         |
| 1993 (30 czerwca)      | 764,3 tys.         |
| 1994 (31 grudnia)      | 769,2 tys.         |
| 1995 (30 czerwca)      | 770,4 tys.         |
| 1995 (31 grudnia)      | 771,7 tys.         |
| 1997 (31 grudnia)      | 776 tys.           |

## Wojewodowie
Wojewodowie olsztyńscy w latach 1944–1950
- 17.03.1945–28.12.1945: Jakub Prawin PPR
- 28.12.1945–08.09.1947[a]: Zygmunt Robel SP
- 08.09.1947–05.10.1948: Wiktor Jaśkiewicz PPR
- 06.10.1948–28.06.1950: Mieczysław Moczar PZPR

Wojewodowie olsztyńscy i Przewodniczący Prezydium Wojewódzkiej Rady Narodowej w latach 1950–1975
Przewodniczący Prezydium Wojewódzkiej Rady Narodowej
- 13.04.1950–15.04.1952: Mieczysław Moczar PZPR
- 16.04.1952–31.10.1956: Juliusz Malewski PZPR
- 31.10.1956–17.12.1959: Zbigniew Januszko PZPR
- 17.12.1959–26.04.1972: Marian Gotowiec PZPR
- 26.04.1972–09.12.1973: Sergiusz Rubczewski PZPR

Wojewodowie
- 13.12.1975–31.05.1975: Sergiusz Rubczewski PZPR

Wojewodowie olsztyńscy w latach 1975–1998
- 1973–1989 Sergiusz Rubczewski
- 1989–1990 Henryk Baranowski (pełniący obowiązki)

Wojewodowie olsztyńscy w latach 1990–1998
- 1990–1993: Roman Przedwojski z rekomendacji „S”
- 1993–1997: Janusz Lorenz SLD
- 1998–1998: Zbigniew Babalski AWS oraz z rekomendacji „S”

W wyniku reformy administracyjnej w 1999 powstaje województwo warmińsko-mazurskie.